# Dąbrówno
Dąbrówno [dɔm'bruvnɔ] (deutsch Gilgenburg) ist ein Dorf mit Sitz der Gmina Dąbrówno im Powiat Ostródzki der Woiwodschaft Ermland-Masuren in Polen.

## Geographische Lage
Der Ort liegt in der historischen Region Ostpreußen, auf einer Landenge zwischen dem östlich gelegenen Jezioro Dąbrowa Wielka (Großer Damerausee, auch Morgensee genannt) und dem im Westen befindlichen Dąbrowa Mała (Kleiner Damerausee, auch Abendsee genannt), etwa 50 Kilometer südwestlich der Woiwodschaftshauptstadt Olsztyn (Allenstein) und 30 Kilometer südlich der Kreisstadt Ostróda (Osterode in Ostpreußen).
Im Norden sind beide Seen durch den kleinen Fluss Wel (dt. Wicker) verbunden. Das Umland gehört zum südlichen Teil des Landschaftsschutzgebiets Park Krajobrazowy Wzgórz Dylewskich (Kernsdorfer Höhen, früher auch Kernsdorfer Höckerland genannt), dessen höchste Erhebung die 312 Meter hohe Góra Dylewska (Kernsdorfer Höhe) etwa 15 Kilometer nordwestlich des Ortes ist.
Das Gebiet der beiden Schlachten bei Tannenberg 1410 und 1914 liegt acht Kilometer nördlich des Ortes.

## Geschichte

### Ortsgeschichte

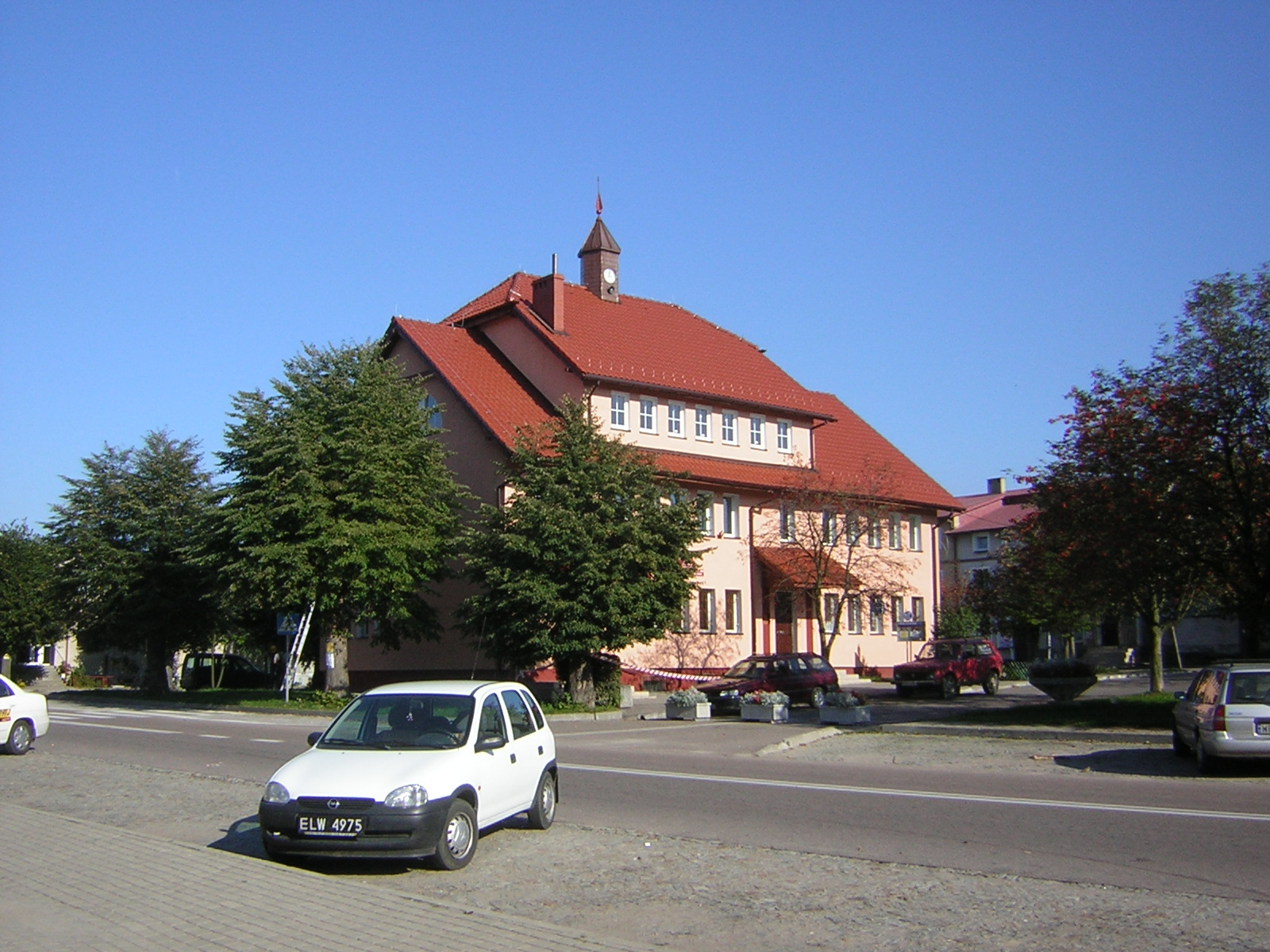
Gemeindeamt

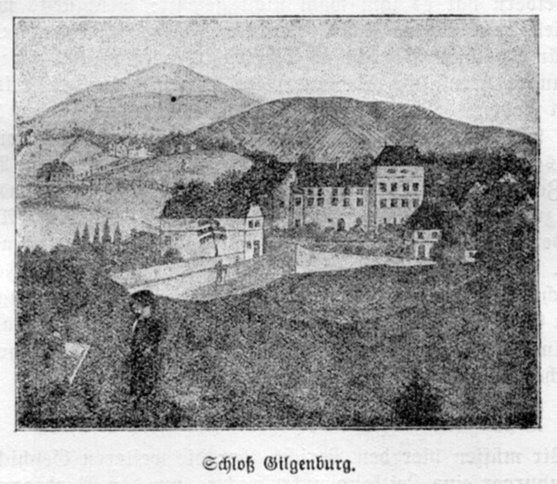
Gilgenburg

Auf der von Wasser umgebenen und dadurch strategisch günstig gelegenen Landenge errichtete der Deutsche Orden zu Beginn des 14. Jahrhunderts eine Burg. Bereits vorher hatte es an gleicher Stelle zwei Befestigungsschanzen der Prußen gegeben. In einer Urkunde der Christburger Komturei von 1316 wird der Ordensritter Beringer von Meldungen als Ordenspfleger des „Hauses Ilienburg“ erwähnt.
Im Bereich der Burg siedelte der Orden deutsche Einwanderer an. Die Siedlung entwickelte sich offenbar günstig, denn schon 1326 wurde ihr nach einem Bericht des Ordenschronisten Peter von Dusburg durch den Christburger Komtur Luther von Braunschweig das Stadtrecht verliehen. Über „Ilienburg“, „Ilgenburg“, festigte sich Anfang des 16. Jahrhunderts der Name Gilgenburg. Die Stadt wurde Sitz eines Vogts und eines Kammeramtes. Nahe der Grenze zu Polen gelegen, wurde die Stadt immer wieder in die kriegerischen Auseinandersetzungen des Ordens mit Polen hineingezogen. Auf ihrem Wege zur Tannenbergschlacht von 1410 eroberten polnische Truppen zwei Tage zuvor am 13. Juli 1410 die Stadt und zerstörten sie zusammen mit der Burg. 1414 fielen die Polen erneut über die Stadt her, die danach so danieder lag, dass die Vogtei und das Kammeramt zum Ordenshof Vierzighuben verlegt werden mussten. 1440 schloss sich Gilgenburg dem gegen den Orden aufbegehrenden Städtebund „Preußischer Bund“ an, unterwarf sich aber während des Städtekrieges bald wieder dem Orden.
Durch den Krieg gegen Polen in Finanznot geraten, begann der Orden Städte als Ersatz für Söldnerlohn zu verpfänden. So wurde auch Gilgenburg 1475 an den Söldnerführer Georg von Löben verpfändet. Dies war jedoch nur der Anfang einer Kette von Besitzwechseln; erst mit dem Erwerb der Stadt durch den Hauptmann Felix von Finckenstein am 24. April 1572 trat wieder Kontinuität ein. Die Familie Finck von Finckenstein hielt den Besitz bis in das 20. Jahrhundert hinein. Nachdem 1525 der Ordensstaat zum Herzogtum Preußen säkularisiert worden war, wurde Gilgenburg verwaltungsmäßig dem Oberländischen Kreis unterstellt und wurde Sitz eines Erbamtes. Den Status des Erbamtes behielt die Stadt bis 1818. Vorher wurde die Stadt im Zuge einer Verwaltungsreform dem Kreis Neidenburg zugeordnet. Ab 1818 gehörte Gilgenburg schließlich zum Kreis Osterode. Im Siebenjährigen Krieg (1756–1763) besetzte die russische Armee zeitweise die Stadt, dessen Einwohner den Proviant aufbringen mussten. Ähnlich schlecht ging es Gilgenburg während des Feldzugs von Napoleon gegen Preußen. Im Januar 1807 lagen in und um Gilgenburg 6000 französische Soldaten unter Marschall Ney. Als sie bei ihrem Abzug die Stadt plünderten, hinterließen sie so schwere Schäden, dass die Stadt erst 1832 die Schulden für den Wiederaufbau getilgt hatte. Der Ausbau der modernen Verkehrswege ab Mitte des 19. Jahrhunderts ging zunächst an Gilgenburg vorbei. Erst 1910 erfolgte der Anschluss an die Bahnlinie Osterode–Soldau.
So blieb der Ort eine unbedeutende Ackerbürgerstadt, die 1885 1862 Einwohner zählte. Am 30. August 1914 fand nahe bei Gilgenburg erneut eine geschichtsträchtige Schlacht statt. Unter dem Kommando von Hindenburg und Ludendorff schlug das deutsche Heer die 2. russische Armee. Auf Vorschlag Hindenburgs wurde der Sieg als „Schlacht von Tannenberg“ benannt. Der vier Jahre später verlorene Erste Weltkrieg hatte für Gilgenburg besonders negative Auswirkungen, da die Stadt durch die Abtretung des Soldauer Gebiets von ihrem südlichen Hinterland abgeschnitten wurde. Zudem wurden die Einwohner durch den Versailler Vertrag gezwungen, sich durch einen Volksentscheid zwischen Polen und Ostpreußen (Deutschland) zu entscheiden. Sowohl die Stadt als der Kreis Osterode entschieden sich am 11. Juli 1920 eindeutig für den Verbleib in Ostpreußen; in Gilgenburg lautete das Ergebnis 1203:40 Stimmen. Infolge der wirtschaftlichen Bedeutungslosigkeit sank die Einwohnerzahl bis 1939 auf 1678. Zu diesem Zeitpunkt waren ca. 30 Prozent der Erwerbstätigen in der Land- und Forstwirtschaft beschäftigt, in Handel und Verkehr waren es ca. 37 Prozent und in der Industrie und im Handwerk arbeiteten ca. 34 Prozent.
Der Reichsarbeitsdienst richtete in Gilgenburg ein Lager für etwa 50 Personen ein. Im Januar 1945 wurde die Stadt unter schweren Zerstörungen von der Roten Armee erobert und im Februar/März der Verwaltung der Volksrepublik Polen unterstellt. Die polnischen Behörden erkannten dem Ort das Stadtrecht ab, nannten ihn in Dąbrówno um und führten im Zuge der Flucht und Vertreibung der Deutschen aus Mittel- und Osteuropa in den Jahren 1945–1950 seine nahezu völlige Besiedlung mit Polen durch.
Die beiden Kirchen und der der ehemaligen evangelischen, heute evangelisch-methodistischen Kirche als Glockenturm dienende Turm der Stadtmauer sind von der Zerstörung im Krieg verschont geblieben. Das Stadtbild hat sich gegenüber dem Zustand unmittelbar nach Kriegsende praktisch nicht verändert und zeigt rund um den ehemaligen Marktplatz, der heute zum Teil Grünanlage ist, immer noch große Lücken in der Bebauung.
Als Besonderheit innerhalb des evangelisch-methodistischen Kirchengebäudes gilt ein hängender Taufengel mit einer Taufschale in seinen Händen.

### Demographie
| Jahr | Einwohnerzahl | Anmerkungen |
| ---- | ------------- | --- |
| 1782 | 0.900         | ohne die Garnison (eine Schwadron Husaren) |
| 1802 | 1045          | [ 4 ] |
| 1810 | 0714          | [ 4 ] |
| 1816 | 1039          | davon 901 Evangelische, 129 Katholiken und neun Juden (ein Schullehrer oder eine Schullehrerin)                                                                         |
| 1821 | 1104          | in 191 Privatwohnhäusern |
| 1831 | 1099          | zur Hälfte Polen |
| 1837 | 1123          | [ 6 ] |
| 1852 | 1354          | davon 1221 in der Stadt und 133 Einwohner auf Schloss Gilgenburg |
| 1867 | 2560          | am 3. Dezember, davon 1732 in der Stadt und 828 Einwohner auf Schloss Gilgenburg                                                                                        |
| 1871 | 2618          | am 1. Dezember, davon 1769 in der Stadt (1531 Evangelische, 148 Katholiken und 90 Juden) und 849 Einwohner auf Schloss Gilgenburg (646 Evangelische und 203 Katholiken) |
| 1885 | 1740          | [ 9 ] |
| 1905 | 1594          | [ 10 ] |
| 1910 | 1632          | [ 11 ] [ 12 ] |
| 1933 | 1578          | [ 9 ] |
| 1939 | 1723          | [ 9 ] |

### Ortsname
Der Name der 1316 errichteten Ordensburg, der „Ilienburg“, leitet sich wohl vom prußischen Wort „ilga“ ab, was „lang“ bedeutet. Damit dürfte auf das langgestreckte Gewässer hingewiesen sein, das der Kleine Damerausee darstellt und dereinst vielleicht sogar „Ilgensee“ geheißen haben mag. Die Burg an seinem Rand wurde folglich als „Ilgenburg“ bezeichnet. Der Name wandelte sich im Laufe des 16. Jahrhunderts in „Gilgenburg“, was auf die Lilie im Wappen der Stadt hinweist, wobei die Blume im Altdeutschen „Gilge“ heißt.
Eine andere Namensdeutung verweist auf das prußische Wort „gilus, gilin, gillis“, was „tief“ bedeutet und besagen könnte, dass die Ordensburg an einer tiefen Stelle gestanden hat.

## Religionen

### Christen
Bereits in vorreformatorischer Zeit – im Jahre 1326 – wurde in Gilgenburg eine Kirche gegründet. Sie wurde unter dem Einfluss der Reformation evangelischer Konfession.

#### Evangelisch

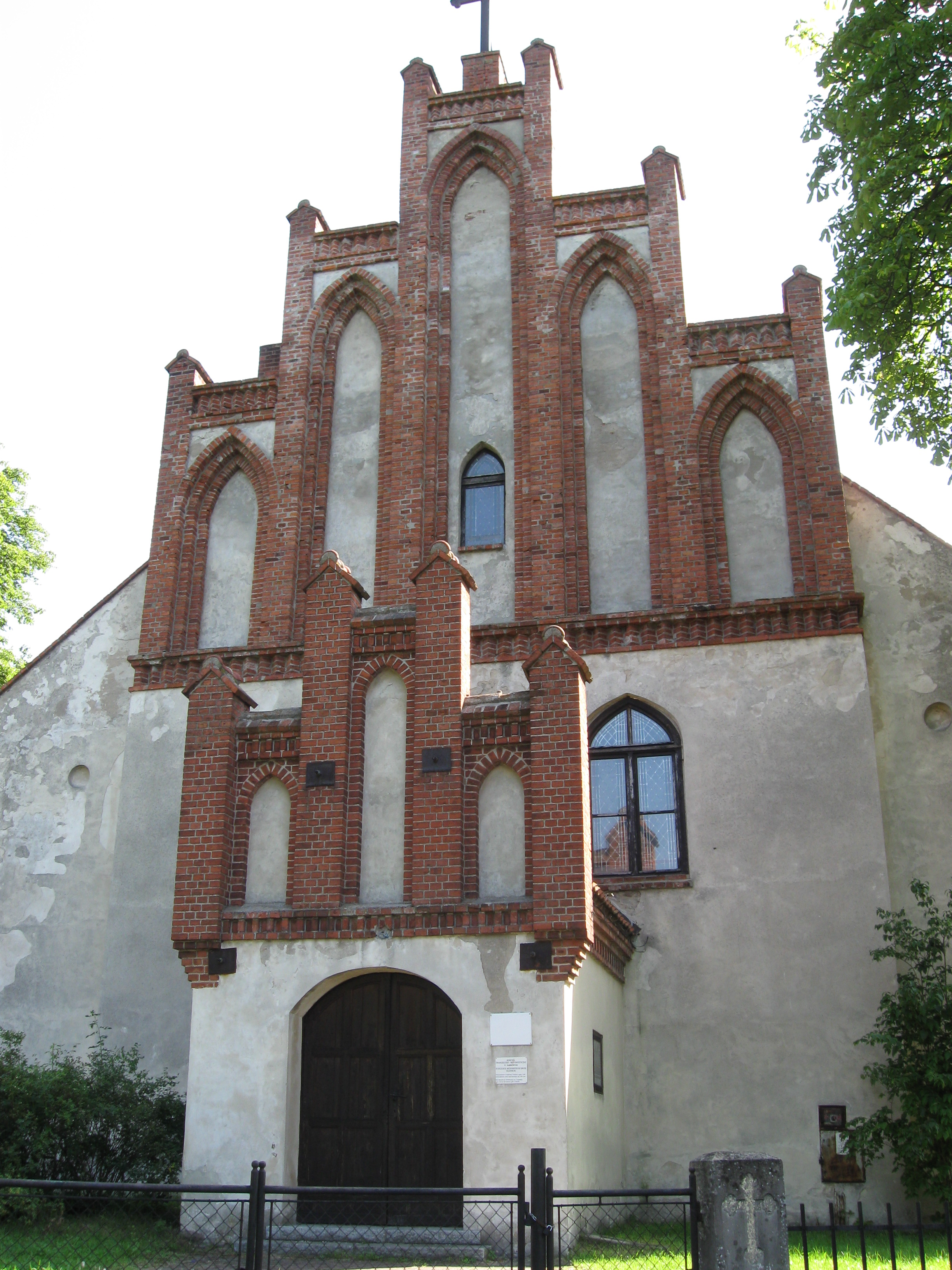
Die bis 1945 evangelische, seit 1946 evangelisch-methodistische Kirche

Die evangelische Gemeinde lutherischer Prägung mit der Stadtkirche als Gotteshaus umfasste seit 1525 ein aus mehr als acht Dörfern bestehendes Kirchspiel. Zusammen mit Heeselicht (polnisch Leszcz) bildete Gilgenburg (1925 zählte das Kirchspiel 3.016 Gemeindeglieder) eine vereinigte Kirchengemeinde, deren Pfarramtssitz Gilgenburg war. Die Pfarrei gehörte bis 1945 zum Kirchenkreis Osterode in Ostpreußen (polnisch Ostroda) in der Kirchenprovinz Ostpreußen der Kirche der Altpreußischen Union. Seit 1945 gehören die evangelischen Einwohner von Dąbrówno zur Pfarrei Ostróda, die im näher gelegenen Gardyny (Groß Gardienen) ein Filialgemeinde unterhält. Sie ist Teil der Diözese Masuren der Evangelisch-Augsburgischen Kirche in Polen, die regelmäßig auch Gottesdienste in der methodistischen Kirche in Dąbrówno hält.

#### Evangelisch-methodistisch
1946 übernahm die Evangelisch-methodistische Kirche das Gotteshaus der evangelischen Gemeinde und bildete hier eine Gemeinde, die weit in die Umgebung ausstrahlt. Dąbrówno ist heute Amtssitz eines Pastors. Gemeinde gehört zum Bezirk Masuren dieser Freikirche, die ihren Bischofssitz für Polen in Warschau hat.

#### Römisch-katholisch

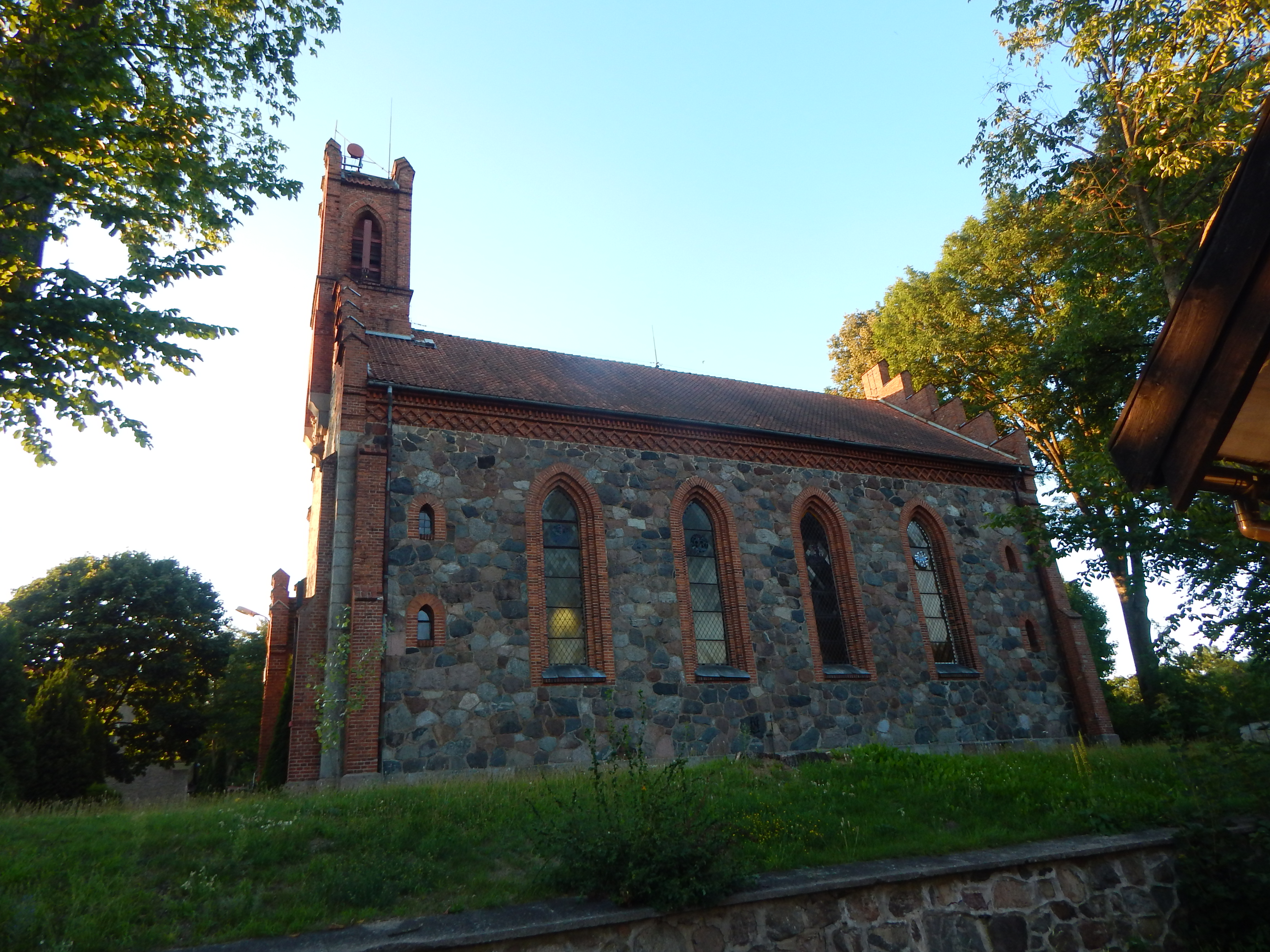
Römisch-katholische Kirche (2018)

Seit 1865 besteht in Gilgenburg eine römisch-katholische Pfarrgemeinde. 1925 zählte die Stadt katholische Einwohner. Im gleichen Jahr errichtete sie eine Kirche, die heute Mariä Empfängnis gewidmet ist. Die Pfarrei Dąbrówno gehört zum Dekanat Grunwald (Grünfelde) im Erzbistum Ermland.

#### Böhmische Brüder
Auf der Flucht aus dem katholischen Böhmen kamen 1547 viele Angehörige der Böhmischen Brüder nach Gilgenburg. Sie errichteten hier eine Gottesdienststätte. Bereits 1563 jedoch verließen sie die Stadt wieder. Das Gotteshaus wurde 1729 in eine Schule umgewandelt.

### Juden

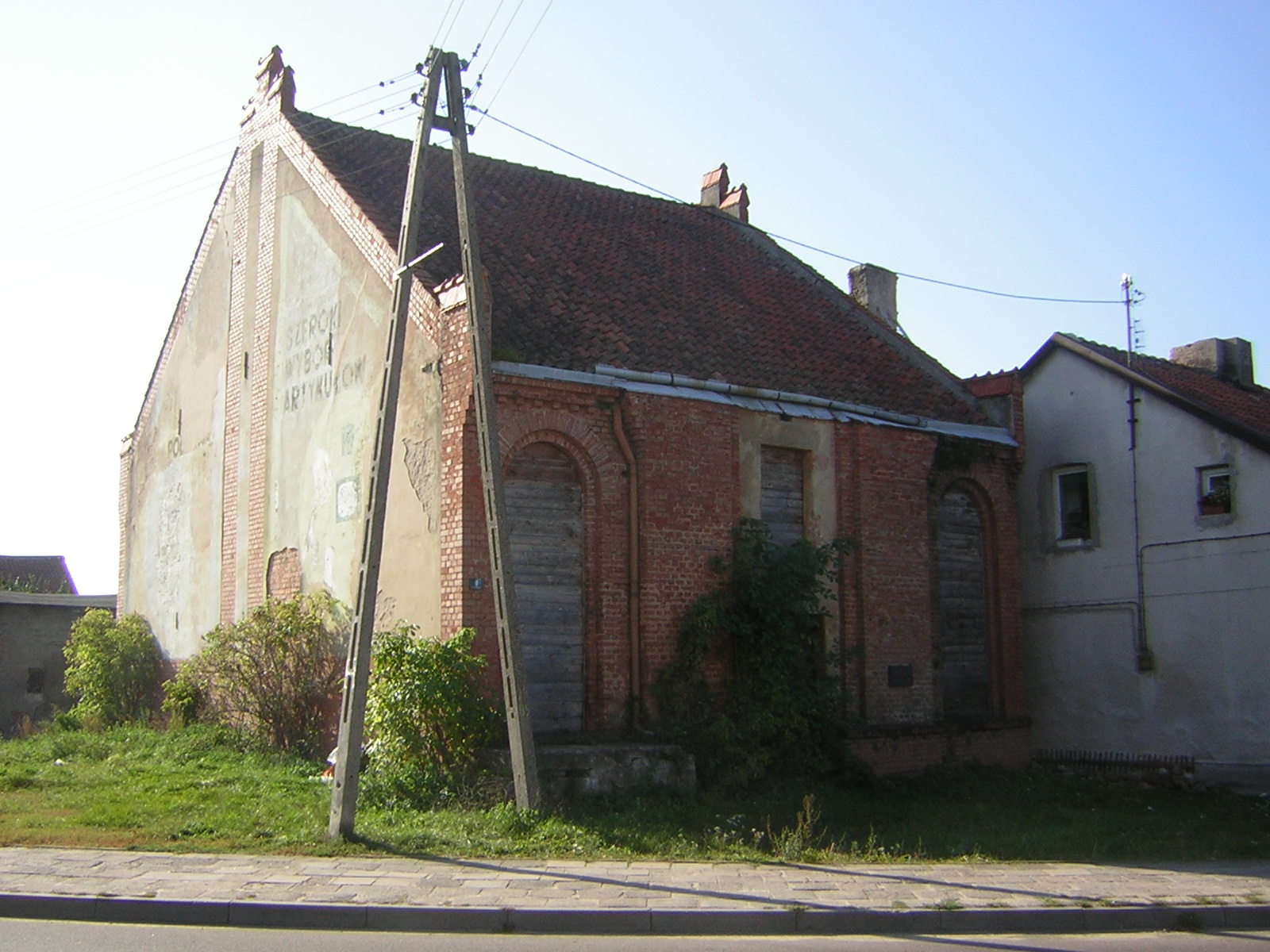
Ehemalige Synagoge

In Gilgenburg gab es eine Reihe jüdischer Einwohner, die – meist im Landhandel tätig – wohlgelitten waren. Mit dem Aufkommen des Nationalsozialismus gab es schon 1928 erste Verfemungen, die sich nach 1933 steigerten. Mehrere jüdische Einwohner verließen die Stadt, andere wurden 1941 verhaftet und wahrscheinlich ermordet. Die Synagoge, die aus dem 19. Jahrhundert stammt, wurde 1938 in Brand gesteckt. Sie blieb erhalten und diente nach dem Krieg als Lagerhalle. Seit 2010 bemüht man sich um die Gebäudeerhaltung.

## Wappen

Das Wappen zeigt auf rotem Grund eine silberne Lilie. Auf diese Blume weist das mundartliche prußische Wort „gilge“ hin, was wiederum auf die Namensgebung „Gilgenburg“ hinweisen kann.
Die 1945 eingeführte polnische Ortsbezeichnung nahm darauf keinen Bezug. Das Wort „dąb“ bedeutet „Eiche“.

## Sehenswürdigkeiten
- Evangelisch-methodistische Kirche (bis 1945: evangelisch (-lutherische) Stadtkirche) aus dem 14. Jahrhundert, erweitert 1724
- Ehemalige Synagoge aus dem beginnenden 19. Jahrhundert
- Römisch-katholische Mariä-Empfängnis-Kirche von 1865

## Verkehr
Dąbrówno liegt an der Woiwodschaftsstraße DW542, die das Soldauer Gebiet (Działdowo – Soldau i. Ostpr.) mit dem Powiat Ostródzki verbindet. Außerdem enden in Dąbrówno zwei Regionalstraßen aus Süden, die von Dębień (Eichwalde) bzw. Tuczki (Tautschken) hierher führen.
Heute besteht für Dąbrówno keine Anbindung mehr an den Bahnverkehr. Von 1910 bis 1945 war Gilgenburg Bahnstation an der Bahnstrecke Bergfriede–Groß Tauersee. Sie wurde kriegsbedingt geschlossen und ist größtenteils demontiert.

## Persönlichkeiten
- Andreas Samuel († 1549), 1544–1547 Pfarrer und Superintendent in Gilgenburg
- Ludwig Finck von Finckenstein (1743–1803), Richter und Minister in Preußen
- Wilhelm Schritt (1892–1975), DDP-Ratsherr in Gilgenburg
- Oskar Eichler (1898–1988), Pharmakologe, Toxikologe und Hochschullehrer
- Otto Brodde (1910–1982), Kirchenmusiker
- Gerhard Schmidt (1914–2006), Heeresoffizier
- Christel Reich (1920–1999), Politikerin (CSU), Mitglied des Bayerischen Landtags.